# Berat
Berat (phát âm tiếng Albania: [ˈbɛɾat], dạng xác định trong tiếng Albania: Berati) là một đô thị nằm tại hạt Berat, Albania. Đây là thành phố lớn thứ 9 của Albania xét theo dân số. Nó là thủ phủ của hạt Berat, một trong 12 đơn vị hành chính cấu thành lên đất nước. Bằng đường hàng không, nó cách 71 kilômét (44 dặm) về phía bắc Gjirokastra, 70 kilômét (43 dặm) về phía tây Korçë, 70 kilômét (43 dặm) về phía nam của Tirana và 33 kilômét (21 dặm) về phía đông của Fier.
Berat nằm ở phía nam của đất nước. Nó được bao quanh bởi núi và đồi, bao gồm cả dãy núi Tomorr ở phía đông đã được công nhận là một vườn quốc gia. Sông Osum chảy qua thành phố trước khi đổ vào sông Seman trong vùng đồng bằng Myzeqe. Đô thị Berat được hình thành vào cuộc cải cách chính quyền địa phương năm 2015 bằng cách sáp nhập các đô thị cũ Berat là Otllak, Roshnik, Sinjë, và Velabisht trở thành một thành phố. Tổng dân số là 60.031 người theo điều tra dân số năm 2011. trên tổng diện tích 380,21 km2 (146,80 dặm vuông Anh).
Berat được UNESCO công nhận là Di sản thế giới vào năm 2008 cùng với trung tâm lịch sử của Gjirokastër được công nhận trước đó vào năm 2005. Berat mang phong cách kiến trúc độc đáo với những ảnh hưởng từ một số nền văn minh đã cùng tồn tại trong nhiều thế kỷ trong suốt lịch sử. Giống như nhiều thành phố ở Albania, Berat bao gồm một thành phố thành lũy lâu đời với những nhà thờ, thánh đường Hồi giáo có rất nhiều các bức tranh tường và bích họa có thể nhìn thấy được. Berat là một trong những trung tâm văn hóa chính của đất nước.

## Tên nguyên
Cái tên Berát có nguồn gốc từ thay đổi âm thanh trong tiếng Albania từ Bělgrad trong tiếng Slav Giáo hội cổ hoặc Belgrád / Beligrad (Белград / Белиград), có nghĩa là "Thành phố Trắng".
Nó được cho là địa điểm của thành phố cổ Antipatreia (tiếng Hy Lạp cổ: Ἀντιπάτρεια, "Thành phố của Antipater") hoặc Antipatrea trong tiếng Latinh. Dưới thời kỳ đầu đế quốc Đông La Mã tên của thị trấn là Pulcheriopolis (Hy Lạp Trung Cổ: Πουλχεριόπολις, "Thành phố của Pulcheria"). Nó được ghi chép dưới cái tên Belogradum, Bellegradum trong tiếng Latinh Trung Cổ, Belgrad trong tiếng Thổ Nhĩ Kỳ, Belgrado trong tiếng Ý và Βελλέγραδα, Bellegrada trong tiếng Hy Lạp. Tại cộng hòa Venezia, nó được gọi là Belgrado di Romania (Rumelia Belgrade), trong khi đế quốc Ottoman gọi nó là Belgrad-i Arnavud ("Albania Belgrade") để phân biệt nó với Belgrad.